# United to Be Famous
United to Be Famous ist eine Schweizer Pop-Rock-Band aus Lyss (Kanton Bern), die 2003 gegründet wurde.

## Geschichte
Im Oktober 2003 lernten sich Michu Stalder, Chrigu Trummer und Sandro Leopold kennen und legten den Grundstein für United to Be Famous. Anfangs spielte Flo Burri am Bass und half mehrere Jahre mit, die Band aufzubauen. Als sich Burri Ende 2010 entschied, United to Be Famous aus persönlichen Gründen zu verlassen und nach einem kurzen Intermezzo mit Ulle Aebi, stiess Tim Keller zu der Band und nahm den Platz am Bass ein.
Anfang 2009 meldete sich Sänger Michael Stalder bei der Schweizer Castingshow MusicStar an und kämpfte sich auf den 5. Platz. Nach der Show veröffentlichten United to Be Famous ihr erstes Studioalbum Welcome to the Show. Auf der anschliessenden Tour spielten sie fast 100 Konzerte.
Im September 2013 kam ihr Nachfolgewerk Gimme Some... in die Läden, welches auf dem Titelbild den selbstironischen Spruch „Do you really wanna hear / see this?“ geschrieben hat.

## Diskografie

### Alben
- 2010: Welcome to the Show
- 2013: Gimme Some...

### EPs
- 2008: Get Rocked!

### Singles
- 2010: Favourite Fool
- 2010: Cry Cry
- 2011: Don't Leave Me Alone
- 2013: It's Not That Easy
- 2014: Heartbeat